# سيدريك سابين
سيدريك سيريل سابين (بالفرنسية: Cédric Cyril Sabin)‏ (ولد في 2 نوفمبر 1979 في باريس) هو لاعب كرة قدم فرنسي سابق.

## المسيرة الرياضية
لعب سابين موسم واحد لقونيا سبور في الدوري التركي الممتاز. في 15 مارس 2010 وقع لصالح غويزهو رينهي قادما من فان.